# Quilpué
Quilpue és una de les comunas de la província de Valparaíso, a Xile. És coneguda com "La ciutat del sol".

## Història
Al voltant del segle xv, a fins del dominació incaica i començaments de la colonització, l'explotació dels rentadors d'or de Marga Marga va posar en relleu aquesta zona. Les primeres terres a títol de mercè, li són assignades a Rodrigo de Araya, pel governador Pedro de Valdivia en 1547. Per molts anys l'explotació aurífera va concentrar l'interès per la zona i no va ser fins al segle xvii amb l'arribada de la família València i nombroses altres famílies criolles i immigrants europees, que es va subdividir la propietat de la terra i van sorgir altres iniciatives productives.
La construcció del ferrocarril Valparaíso - Santiago el 1852 aporta un eix ordinador i dona un nou impuls a l'activitat industrial i comercial.
La congregació dels Pares Francesos (SS.CC.) inicien una indústria vitivinícola a la hisenda "Los Perales" que arribaria a gran prestigi gràcies a la qualitat de la seva producció amb ceps portats des de França.
Cap a fins del segle xix apareixen les primeres indústries locals, com la indústria química "La Corona" de la família Crichton, l'envasadora de te i cafè dels Betteley i la fàbrica de conserves de la Societat Gray i Sinclair.
La proximitat amb Valparaíso i Quillota, van ser factors importants que van facilitar el successiu establiment de noves indústries, com la Companyia Molins i Pastes Carozzi, que passaria a ser valuós pol de desenvolupament per a la comuna.
El 14 d'octubre de 1893, és creat el primer Municipi de la Vila de Quilpué i aquest mateix any és autoritzat l'aixecament de la primera població. Si bé ja en 1891, va ser dictat un decret de creació del Municipi, la guerra civil esdevinguda aquest any, que va posar tràgic fi al govern del President Manuel Balmaceda, va modificar l'ordenament polític-administratiu de la nació.
Fruit de la gestió del destacat home públic Manuel José Irarrázabal, el 22 de desembre de 1891, és dictada la Llei de Comuna Autònoma, que sentaria les bases de la futura ciutat.
El 25 d'abril de 1898 per decret del llavors President Federico Errázuriz i el seu ministre d'interior Carlos Walker, es confereix títol de Ciutat a la Vila de Quilpué.
Grans figures de la vida nacional xilè han estat fills o veïns d'aquesta terra, com el poeta Daniel de la Vega, premi nacional de literatura 1953 o l'il·lustre marí Carlos Condell. Són destacables també l'arqueòleg Francisco Fonck i el pioner de l'homeopatia al país, Reinaldo Knop.